# 周杰 (1953年)
周杰（1953年11月11日—），男，汉族，河北石家庄人，中华人民共和国官员，曾任河北省国资委主任，河北省政协委员、常委、财经委员会副主任。2016年4月，周杰因受贿折合人民币2,329.39万元被判处有期徒刑14年。

## 生平
周杰曾担任河北省药品监督管理局党组副书记、副局长，河北省人民政府国有资产监督管理委员会党委副书记、纪委书记。2008年3月，周杰升任河北省国资委主任、党委书记。2015年，周杰前往河北省政协任职，出任河北省政协委员、常委、财经委员会副主任。
2015年4月13日，中共河北省纪委、河北省监察厅发布通告，周杰因涉嫌严重违纪违法被组织调查。4月29日，河北省政协常委会决定免去周杰省政协常委职务，并撤销其省政协委员资格。同年6月，河北省检察院批准逮捕周杰。11月23日，廊坊市中级人民法院开庭审理周杰受贿案。据起诉书，周杰2006年至2014年在河北省国资委任职期间，为一些单位和个人在工程承揽、设备采购上提供便利，收受、索取贿赂折合人民币2,329.39万元。周杰索取的贿物包括一些价格较高的画作，包括价值310万元人民币的齐白石《牵牛蚱蜢横披》（含画盒）、价值215万元人民币的黄胄《八驴图》。2016年1月5日，中共河北省纪委、河北省监察厅通告称，已将周杰开除中共党籍和公职。通告中，周杰的违纪事实包括：为升迁而修改年龄、利用职务便利为他人牟利并收受贿赂、向人送礼、违反计划生育政策、“十八大后仍不收敛、不收手”。2016年4月，廊坊市中院宣判：周杰受贿罪名成立，处有期徒刑14年、罚金150万元人民币，追缴扣押贿款838.85万元人民币、45万元美元、8万元港元及字画。
2018年保定市中级人民法院裁定减刑六个月。